# Personaggi de La tata
Questa voce contiene un elenco dei personaggi presenti nella serie televisiva La tata.

## Personaggi principali
- Francesca Cacace, nell'originale Francine "Fran" Fine, interpretata da Fran Drescher, doppiata da Lorenza Biella.[1]È la protagonista della serie. Francesca è una simpatica trentenne (con qualche problema a confessare la sua vera età) di origini ciociare (ebraiche nell'edizione statunitense), che si trova catapultata dal Queens in una villa dell'alta borghesia di Manhattan. Con la sua verve riuscirà a conquistare tutta la famiglia Sheffield. È molto legata agli “anni d'oro del liceo”, quando tutti i ragazzi le cadevano ai piedi. Caratteristica principale di Francesca è l'abbigliamento stravagante: tacchi a spillo, minigonna o pantaloni attillati, calze e vestiti coloratissimi vivaci, tutto completato da un immancabile rossetto rosso acceso e folti capelli sempre cotonati ai limiti della forza di gravità. Francesca adora mangiare specialmente dolci e gelati e ha una vera e propria venerazione per Barbra Streisand. Nel corso della sua vita è stata una modella per calzature (lei si definisce modella di piedi), una sciampista, una venditrice di cosmetici porta a porta e, infine, una tata. Perennemente alla ricerca del grande amore, a volte sembra volersi accontentare di stare con qualsiasi uomo che le chieda di sposarla pur di non rimanere sola e zitella. Ha una grande amica, Lalla, due zie molto invadenti, Assunta e Yetta e una serie indecifrabile di parenti di cui parla spesso e che, a volte, per vari motivi, fa conoscere agli Sheffield. Durante la serie si legherà molto a tutti gli Sheffield e al maggiordomo Niles, con il quale condivide un'ottima intesa e una solida amicizia. La sua personalità eccentrica, stravagante, carismatica, indomita e solare travolgerà la vita di tutta la famiglia e anche dei loro conoscenti, amici e colleghi. Sebbene abbia la tendenza di cacciarsi spesso in grossi guai che coinvolgono anche Maxwell o qualcuno dei suoi parenti, Francesca è una donna molto buona, romantica, amichevole e piena di vita, pronta più volte a offrire aiuto a chi incontra. Ha anche un grande rispetto per la memoria della defunta moglie di Maxwell e madre dei ragazzi, Sarah. Si sposa con Maxwell, di cui si scopre col tempo perdutamente innamorata, nell'ultimo episodio della quinta stagione e nell'episodio finale darà alla luce due gemelli, Rocco Settimio ed Eve Catherine.
- Maxwell Beverly Sheffield, interpretato da Charles Shaughnessy, doppiato da Gianni Giuliano.[1]
Maxwell è un noto impresario di Broadway e produttore, padre di tre figli e vedovo. Da tempo trasferitosi negli Stati Uniti dalla Gran Bretagna, l'uomo vive in un lussuoso appartamento di due piani, con i tre figli e il maggiordomo Niles, suo migliore amico e confidente. È un uomo molto elegante, carismatico e responsabile, poco mondano, che vive nel perenne confronto con Andrew Lloyd Webber perché all'inizio della sua carriera rifiutò di produrre Cats, spianando così la strada ai successi del rivale che lui persiste a considerare un "dilettante". La sua aiutante è C.C. Babcock, con la quale sembra aver avuto anche un flirt, che però sembra essere più immaginato dalla donna che avvenuto realmente. La morte della moglie l'ha segnato profondamente, tanto da non voler più legarsi a nessun'altra donna. Questa sua "scelta" lo ha portato a diventare un po' ottuso, infatti non si rende minimamente conto dell'attrazione che provoca in certe donne, soprattutto in C.C. Con i figli è un padre affettuoso, presente e conservatore, e, a causa del suo lavoro, è costretto ad assumere una tata affinché si occupi delle principali incombenze delle tre creature e stia loro vicino. La prescelta sarà Francesca, con la quale istaura fin da subito un notevole rapporto di amore-odio e di battibecchi, con la quale si scontrerà spesso e, a causa sua, subirà l'imbiancamento precoce di una sua ciocca di capelli. I loro litigi e confronti, creeranno tante situazioni esilaranti e molto comiche, ma alla base di tutto si vogliono molto bene e si rispettano, sebbene Francesca porti spesso Maxwell all'esasperazione. Maxwell e Francesca provano una evidente e forte attrazione reciproca, ma solo dopo molte esitazioni lui capisce di amarla e alla fine i due sposano. Diventerà per la quarta volta padre di due bellissimi gemellini.
- Niles, interpretato da Daniel Davis, doppiato da Mino Caprio.[1]
Di mezza età, con poche esperienze sessuali alle spalle e con una voce melodiosa, Niles non è solo il maggiordomo di casa Sheffield, ma anche il confidente e consigliere del padrone di casa, con il quale ha un rapporto molto aperto e poco rispettoso delle barriere sociali, tuttavia il loro legame è uno dei più forti e fraterni di tutta la serie. Sempre a conoscenza di tutto e di tutti, è un uomo determinato e carismatico, con la risposta sempre pronta e sa come tirarsi fuori da dialoghi che possono metterlo in difficoltà o a disagio. All'arrivo di Francesca, legherà subito con lei, dimostrandole spesso di trovarla molto attraente. Nel corso della storia cerca spesso di far capire al suo datore di lavoro il legame mal celato che l'uomo ha con la tata. Dietro la sua indubbia capacità di maggiordomo, nasconde un'indole di uomo focoso che esibisce rare volte, grazie alla compagnia della ex tata di Maxwell e mentre è solo in casa Sheffield. Ha una spiccata antipatia per l'assistente di Maxwell, C.C. Babcock, che pungola spesso con battute acide e pungenti, ma nell'ultima stagione si scoprirà innamorato di lei. Dopo alcune peripezie riesce a conquistarla, iniziando con lei una passionale relazione e finisce con lo sposarla, proprio mentre Francesca dà alla luce i suoi due gemelli, e scopre anche che diventerà padre.
- Margaret "Maggie" Sheffield, interpretata da Nicholle Tom, doppiata da Paola Valentini.[1]
Maggie è la figlia maggiore. Inizialmente molto insicura e timida, con l'andare del tempo e grazie alla vicinanza di Francesca, alla quale si affezionerà profondamente diventerà una ragazza matura e con una buona autostima. Il suo principale interesse sono i ragazzi, infatti è un'inguaribile ragazza sognatrice e romantica e nel corso della serie si lega a molti giovani fino a sposarsi con un modello di nome Mario, nato a Frosinone come Francesca. Con il padre ha un legame un po' conflittuale, in quanto lui è tanto protettivo e a volte rigido mentre lei è desiderosa di maggior libertà, ma fondamentalmente i due si vogliono molto bene e si rispettano. Ha un rapporto di giocoso dispetto anche con il fratello Brighton, e non sopporta C.C. Babcock.
- Brighton Milhouse Sheffield, interpretato da Benjamin Salisbury, doppiato da Joyce Leoni (st. 1-3) e da Simone Crisari (st. 4-6).[1]
Brighton è l'unico figlio maschio nonché il figlio di mezzo. Dapprima pungente, dispettoso e viziato, troverà in Francesca un degno "avversario". Con la tata condividerà un rapporto molto particolare, tanto che la donna diventerà per lui una sostituta materna, con la quale si confida e si confronta per ogni disagio. Nel corso della serie lo spettatore assiste alla maturazione fisica del personaggio che rimarrà comunque, di fondo, un ragazzo sarcastico incuriosito dal sesso, ma con la passione per la regia.
- Grace "Gracie" Sheffield, interpretata da Madeline Zima, doppiata da Alida Milana.[1]
Grace è la figlia minore di Maxwell e la sua defunta moglie. Molto legata al padre, è una bambina molto dolce, introversa e dotata di grande acutezza. La piccola più dei suoi due fratelli maggiori, ha molto sofferto la perdita della madre, tanto da essere seguita inizialmente da un terapeuta. Con l'arrivo di Francesca, i suoi problemi relazionali si risolveranno, facendola diventare una bimba più sicura, solare, estroversa e teatrale che prenderà come modello la tata, tanto da assumere, spesso in modo imitativo, i suoi stessi atteggiamenti.
- Chiara Castità, nell'originale Chastity Claire, anche detta C.C. Babcock, interpretata da Lauren Lane, doppiata da Paila Pavese.[1]
C.C. è l'assistente del signor Sheffield. Da sempre innamorata senza essere corrisposta di Sheffield (anche quando la sua prima moglie Sarah era viva), all'arrivo di Francesca la prenderà subito in antipatia perché intimorita dal fatto possa diventare una sua rivale in amore. Non di rado le due donne avranno simpatici imprevisti e si faranno non pochi dispetti. Non conosce i nomi dei figli di Maxwell e mostra spesso un'insofferenza più o meno marcata per tutti i bambini. Ha un fratello, un professore universitario di nome Noel, con cui ha un rapporto competitivo e anche un cane, Castagna (Chester), regalatole da Maxwell, ma non se ne prende molta cura in quanto non lo sopporta, infatti il cane preferisce Francesca a lei. Acida, sola, asociale e con il vizio del fumo, viene continuamente presa di mira dal maggiordomo Niles, che non le perdona la sua, a suo parere, inutile presenza nel mondo. Tuttavia, nell'ultima stagione si scopre infatuata di lui e inizia una relazione segreta con lui che si rafforza e culmina alla fine con loro due che si sposano mentre Francesca partorisce e scoprono di aspettare un bambino.

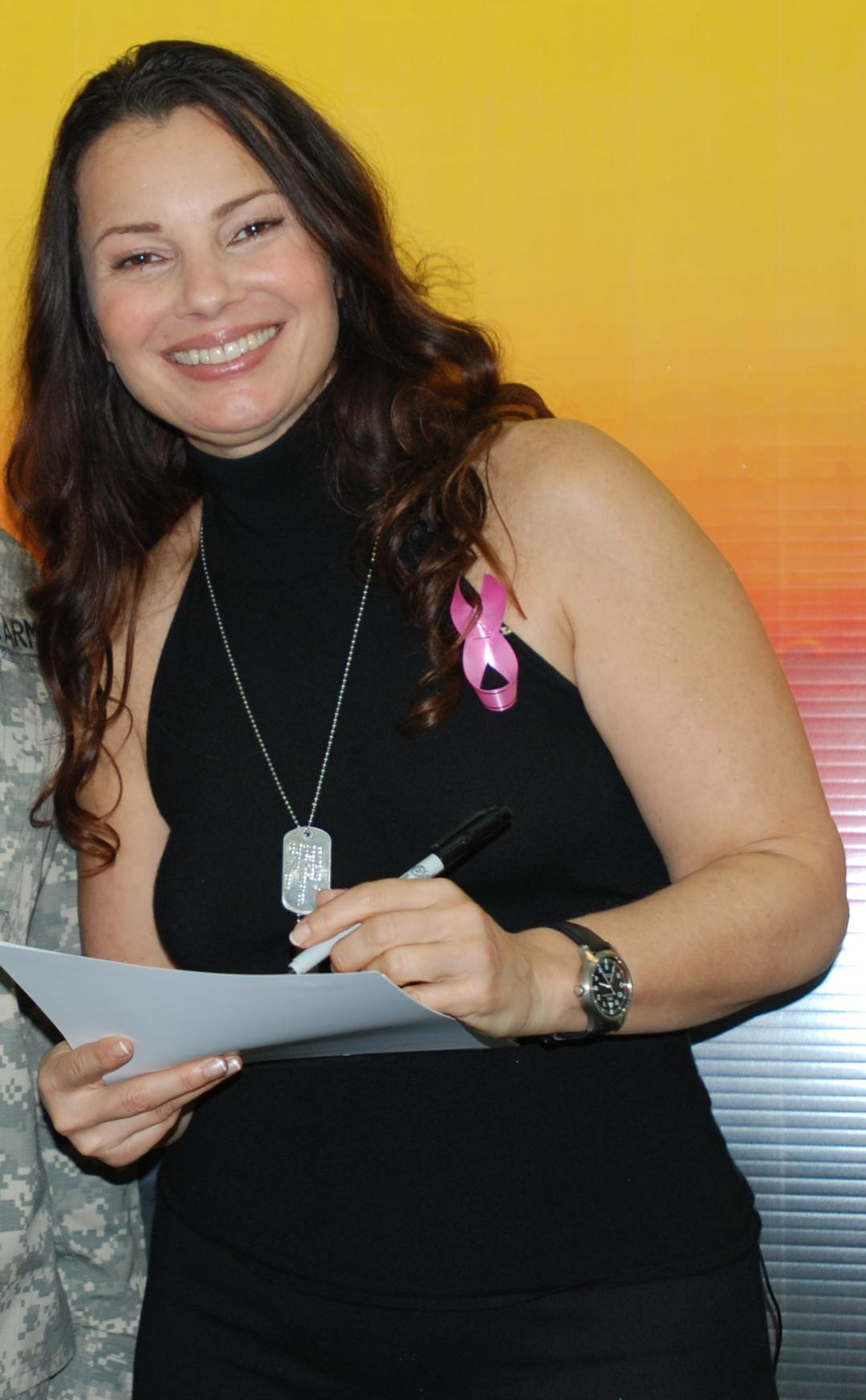
Fran Drescher, interprete di Francesca Cacace
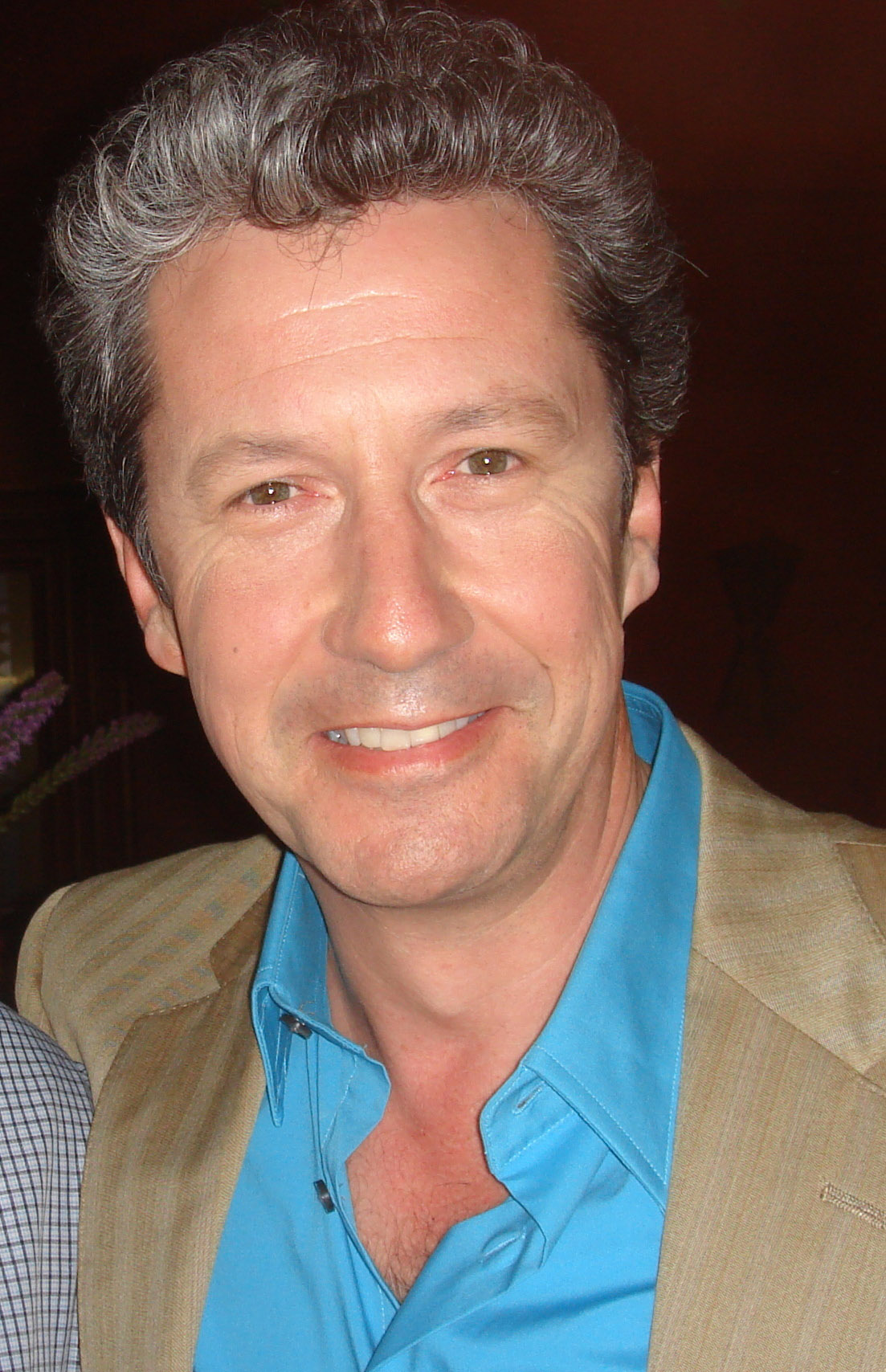
Charles Shaughnessy, interprete di Maxwell Sheffield
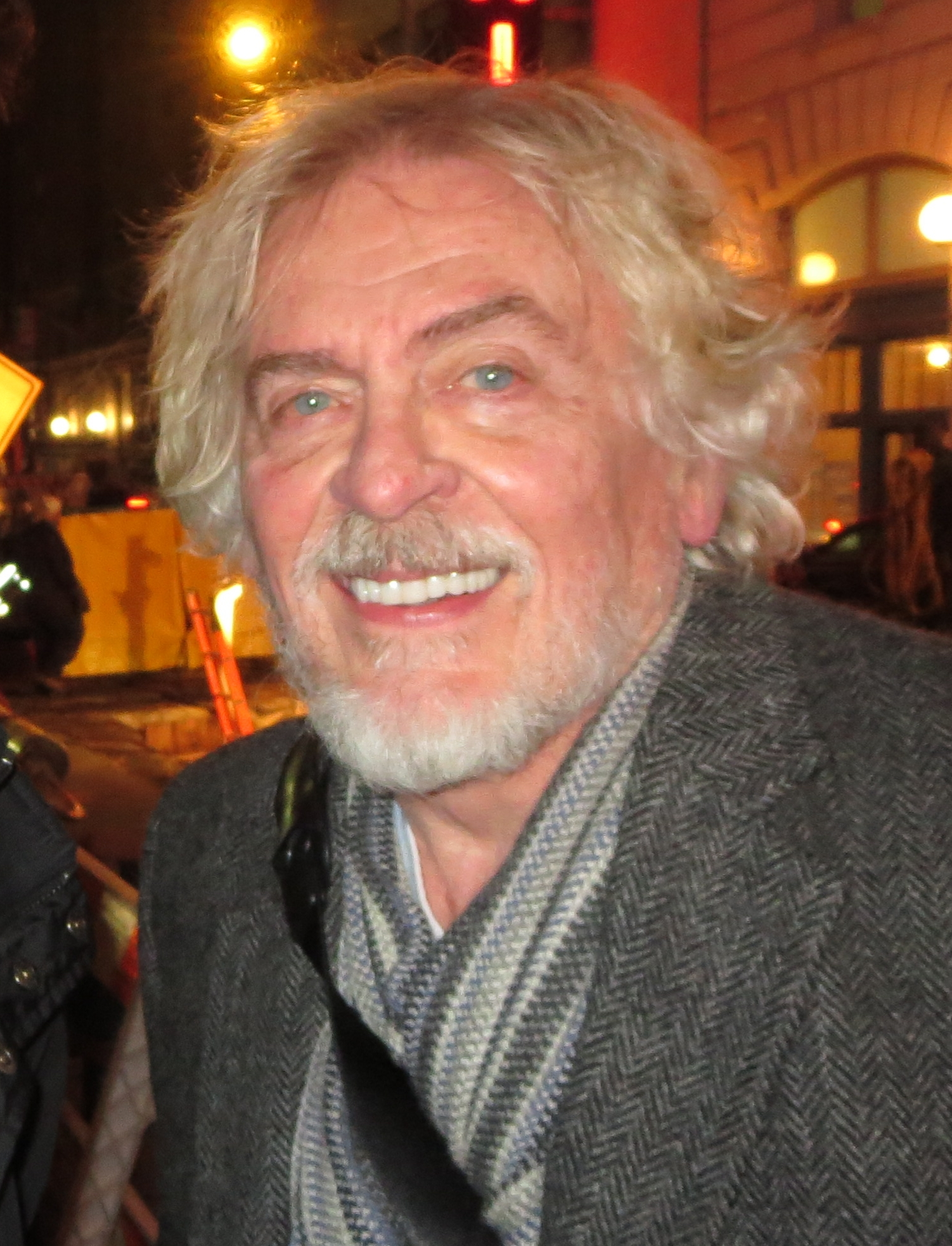
Daniel Davis, interprete di Niles
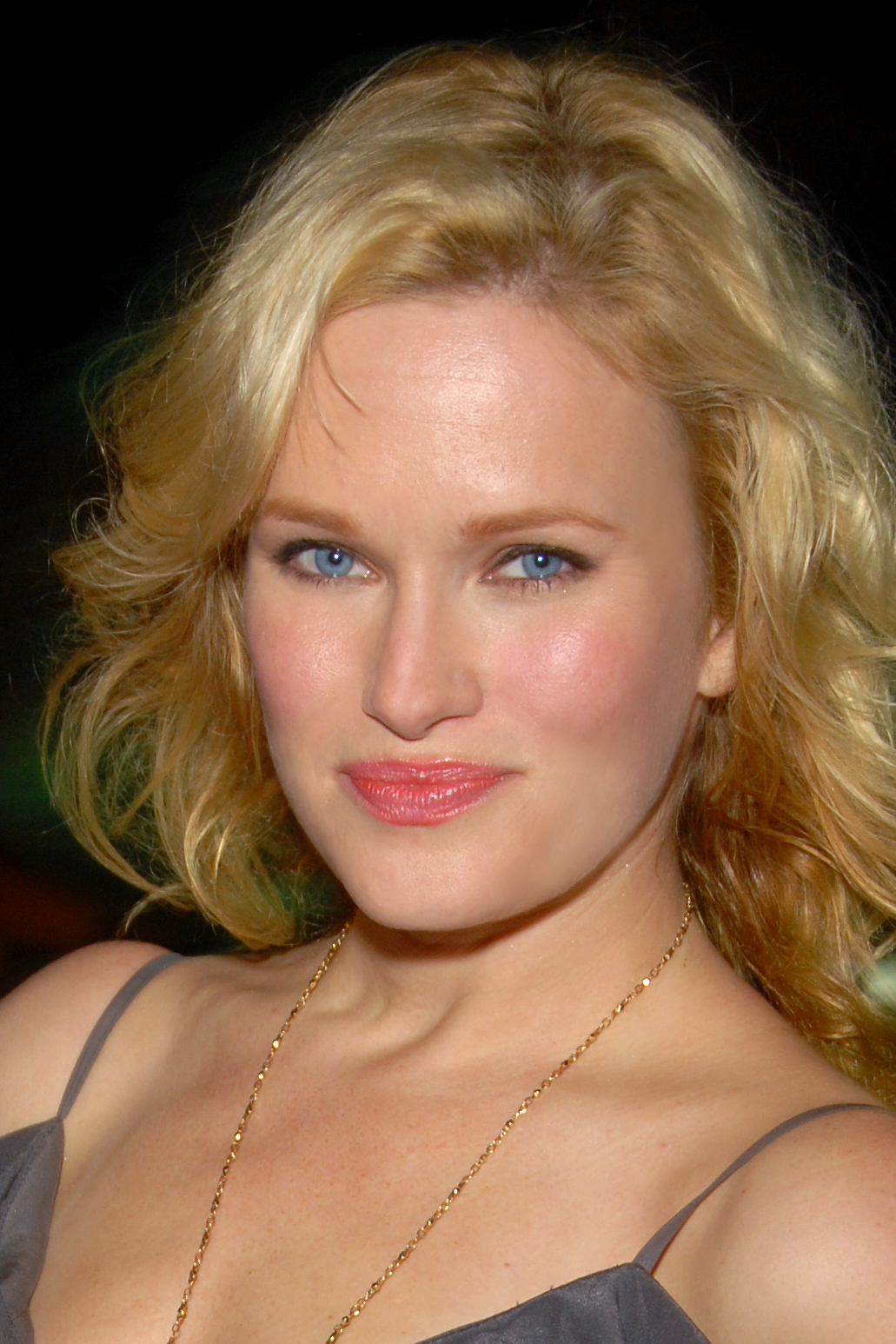
Nicholle Tom, interprete di Maggie Sheffield

## Personaggi secondari
- Assunta Quagliarulo in Cacace[N 1], nell'originale Sylvia Fine (stagioni 1-6), interpretata da Renée Taylor, doppiata da Isa Di Marzio (st. 1-3) e da Mirella Pace (st. 4-6).[1]
Assunta è la zia di Francesca (nella versione originale la madre). Assunta condivide un rapporto molto complice e stretto con la nipote. All'arrivo della nipote in America, avvenuto quando Francesca aveva poco meno di vent'anni, la zia l'ha ospitata in casa sua e cresciuta come una figlia. Senza figli, ha un marito, Antonio, con il quale condivide un matrimonio privo di particolari guizzi passionali, salvo rare occasioni. Ha un'amicizia molto particolare, mai davvero chiarita, con il macellaio di fiducia. La sua principale caratteristica, che condivide con la nipote, è la stravaganza: utilizza un abbigliamento molto appariscente, con abiti molto stretti e colorati, al limite della volgarità. Molto formosa, è ossessionata dal cibo, che consuma in ogni occasione e in gran quantità. È ossessionata anche dalla pulizia, tanto da tenere il suo divano in salotto ancora coperto con la plastica dell'imballaggio per non farlo rovinare dalla pipì del cane. Ha moltissimi parenti, tutti molto stravaganti ed eccentrici, che lo spettatore conoscerà nel corso della serie. Spinge in modo ossessivo Francesca a trovarsi un marito, preferibilmente benestante e spesso se la prende quando Francesca non conclude una relazione. Capendo che la nipote è in realtà innamorata del suo datore di lavoro, Maxwell, e che quest'ultimo ricambia ma non lo ammette, incoraggia Francesca a non arrendersi con lui. Con il tempo, si guadagnerà sia l'affetto dei tre ragazzi e di Maxwell, che si legherà a lei come un figlio.
- Yetta Rosenberg (stagioni 1-6), interpretata da Ann Morgan Guilbert, doppiata da Alina Moradei.[1]
Yetta è la vecchia zia di Francesca in quanto cognata di Assunta (nell'originale si tratta della nonna della protagonista, madre di Sylvia, Yetta è un nome ebraico che in Yiddish significa "luce"[2]), ebrea di origine polacca. Dai toni spiccioli e disinibiti, molta svagata, vive in una casa di riposo, ma è spesso a casa Sheffield o di zia Assunta. Anche lei, come la cognata e la nipote, veste in modo molto stravagante. Alterna momenti di lucidità e di amnesia, confondendo nomi e occasioni, è un'accanita fumatrice e, nonostante sia vicina ai novant'anni, non ha smesso di ritenere il sesso un'attività da svolgere con regolarità. Legherà molto con i giovani Sheffield, in particolare con Brighton.
- Gianluigina "Lalla" Toriello, nell'originale Valerie "Val" Toriello (stagioni 1-6), interpretata da Rachel Chagall, doppiata da Valeria Perilli.[1]
Lalla è la migliore amica di Francesca. Poco intelligente e non molto attraente, è unita a Francesca da un'amicizia decennale. Vive ancora con i genitori e, come la sua migliore amica, è alla perenne ricerca dell'amore.
- Antonio Cacace, nell'originale Morty Fine (stagioni 1-6), interpretato da Mort Drescher (st. 1-6) e da Steve Lawrence (ep. 6x15 e 6x21), doppiato da Dante Biagioni (ep. 6x15-6x21).
Lo zio di Francesca (suo padre nell'edizione originale) e il marito di Assunta. Ama passare il suo tempo davanti alla tv, per vedere lo sport, o in bagno. Nel corso della serie non appare mai in volto, spesso non appare proprio, venendo solo nominato. A partire dalla quarta stagione è più visibile, ma solo di schiena o attraverso il suo parrucchino, che è l'oggetto che maggiormente lo rappresenta. Nell’episodio 6x15, lo zio Antonio è protagonista della puntata e ben visibile. Condivide con la moglie un rapporto duraturo, anche se privo di passione, salvo alcune occasioni. Non sembra particolarmente interessato al futuro della nipote.

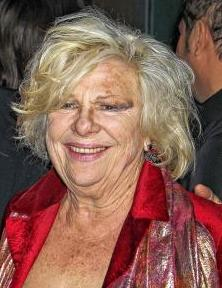
Renée Taylor, interprete di Assunta Cacace
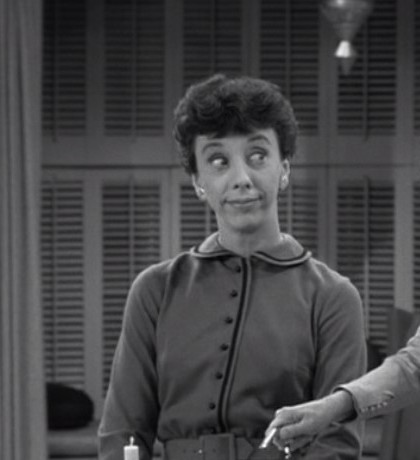
Ann Morgan Guilbert, interprete di Yetta Rosenberg
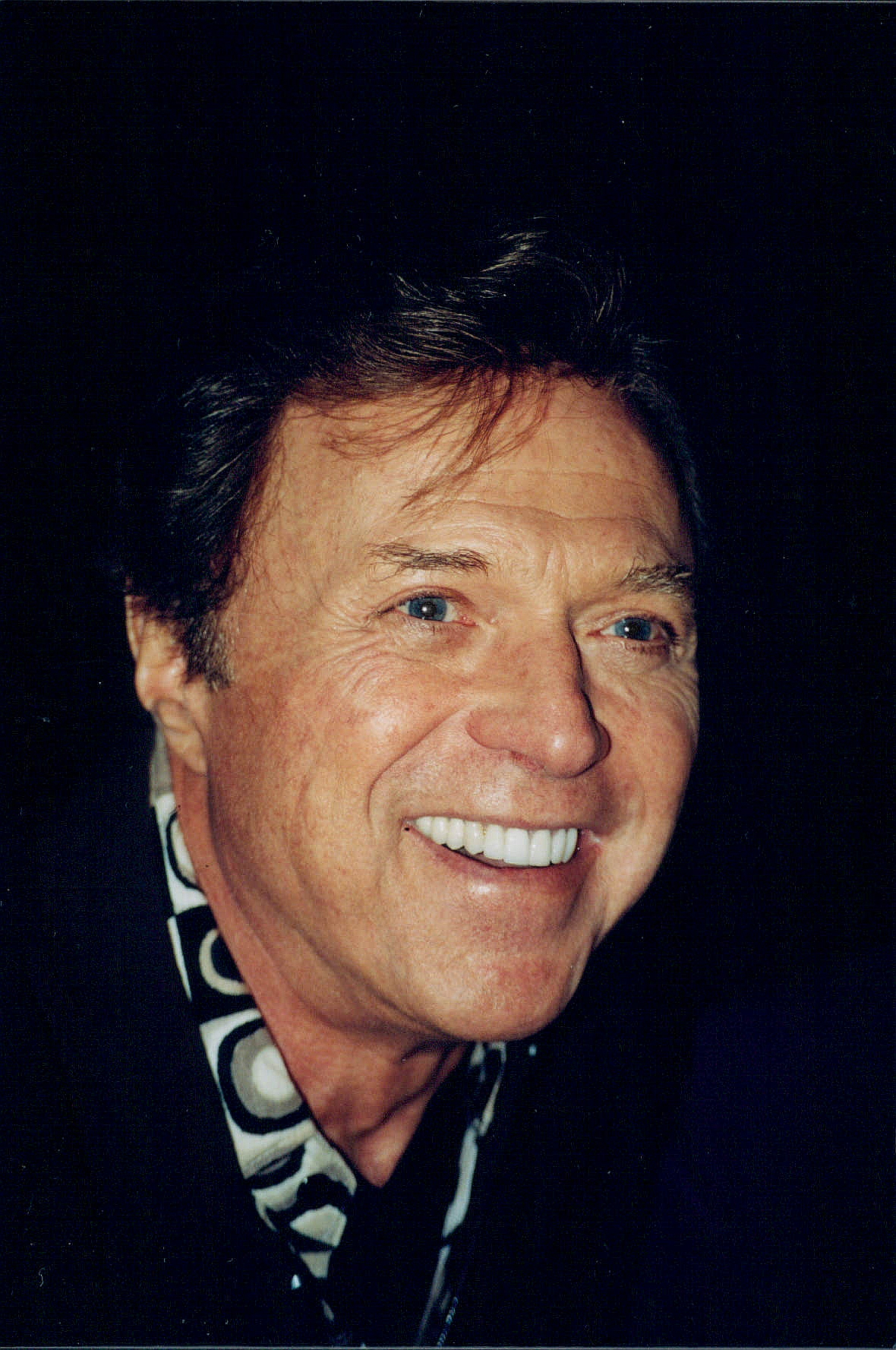
Steve Lawrence, il primo interprete di Antonio Cacace

## Guest star
- Nettie, interpretata da Marilyn Cooper 
È la mamma di Antonio, lo zio di Francesca. Nella serie originale è la nonna paterna di Francesca.
- Jocelyn Sheffield (stagioni 1-6), interpretata da Twiggy (ep. 1x17) e Sophie Ward (ep. 5x22-6x10-6x12).
È la sorella di Maxwell.
- Frank Bradley(ep. 1x18), interpretato da Eric Braeden.
Un critico teatrale.
- Idraulico (ep. 1x18), interpretato da Dan Aykroyd.
- Wickervich Stone (ep. 1x19), interpretata da Rita Moreno, doppiata da Isa Di Marzio.[1]
L'insegnante di ginnastica di Maggie. Anche Francesca è stata una sua allieva.
- Alan Beck (ep. 1x19), interpretato da Joseph Bologna.
Un attore teatrale. L'attore era il marito di Renée Taylor.
- Dr. Joe Razzo (ep. 6x15), interpretato da Joseph Bologna.
- Charles Haste (ep. 2x08), interpretato da Wallace Shawn.
Un imprenditore.
- Infermiera (ep. 2x21), interpretata da Christina Pickles.
Infermiera responsabile al lavoro socialmente utile di Maggie.
- Mona (ep. 2x24), interpretata da Tyne Daly.
- Jules Kimball (ep. 3x03), interpretato da Ian Buchanan.
- Zia Frida, nell'originale Aunt Freida (ep. 3x04, 4x05, 5x05 e 6x11), interpretata da Lainie Kazan, doppiata da Silvia Pepitoni.[1]
- Catherine Oxenberg (Sydney Mercer), nell'episodio Non perdiamo la calma
- Milton Berle (zio Mario), nell'episodio Francesca va in galera
- Dina Merrill (Elizabeth Sheffield, la madre di Maxwell), nell'episodio Attenti alla mamma!
- Donna Dixon (Monica Baker, una famosa attrice), nell'episodio Scusi, mi aiuta a fare un figlio?
- Marvin Hamlisch (Alan Neider, zio di Francesca), nell'episodio Bruttina però tanto cretina!
- Dr. Roberts (ep. 3x20 e 4x09), interpretato da John Astin.
È un chirurgo plastico. L'attore, padre adottivo di Sean Astin, è celebre per aver interpretato il personaggio di Gomez Addams nella serie televisiva La famiglia Addams, degli anni sessanta, e Riddler nella serie televisiva Batman.
- Rosie O'Donnell (tassista Cozette e, in seguito, nel ruolo di sé stessa) nell'episodio Una perla in taxi e Non c'è Rosie senza spine
- Jason Alexander (il non vedente Jack) nell'episodio Ritratto di un ritrattore
- Nora Dunn (Mrs. Richardson, insegnante di Brighton e, successivamente, la dottoressa Reynolds, ginecologa di Francesca) nell'episodio Tutti i nidi vengono al pettine e, successivamente, negli episodi Un baby per la tata, Mamma... in bocca, Caccia all'ovulo, Una gravidanza coi fiocchi, Una tata all'università, L'ultima pun... tata - 1ªparte e L'ultima pun... tata - 2ª parte
- Donald O'Connor (Fred, l'ultimo marito di Frida) nell'episodio Mambo fatale
- Robert Vaughn (James Sheffield, padre di Maxwell) negli episodi Indovina chi viene a cena? e L'elettro-sciocca
- Joan Collins (Joan Sheffield, nuova moglie del padre di Maxwell) nell'episodio Indovina chi viene a cena?
- Rich Little (Capo della sezione ricorsi dell'Internal Revenue Service) nell'episodio Su tasse e fedeltà mai la verità
- Sally Kirkland (una tatuatrice), nell'episodio Tatuaggio osé
- Pamela Anderson (Heather Biblow, nuova fidanzata di Danny Imperiali, l'ex di Francesca) negli episodi Nonna di picche, nonna di denari e Febbre d'amore)
- Spalding Gray (dr. Jack Miller) negli episodi Marito vietato, Cena con ruota di scorta, Illusi e offesi da astrusi malintesi, Tata e miliardario - scoop straordinario, Amori e... barattoli, Mai-Ling, Ray Charles e Yetta: coppia perfetta, Cascando sotto le cascate e Papà: che problema!
- Gordon Thomson (Chandler, un pretendente di C.C.) nell'episodio Cena con ruota di scorta
- Robert Urich (il giudice Jerry Moran) nell'episodio Fumetti e follia con Tata in giuria
- Robert Costanzo (un giurato) nell'episodio Fumetti e follia con Tata in giuria
- Ed Begley Jr. (Tom Rosenstein, un collaboratore di Maxwell) nell'episodio Una tata da 5000 dollari
- Roseanne Barr (Franca, cugina di Francesca) nell'episodio Amore clandestino sul lettino
- Yvonne Sciò (Arianna Lo Rocco, e, in seguito nel ruolo di Généviève) nell'episodio Yetta, marito e cane rapito e, successivamente, nell'episodio Il testimone dello sposo
- Ray Charles (Sammy, fidanzato e poi marito di Yetta) negli episodi Ray Charles e Yetta: coppia perfetta, Il rap di Sam, Disaccordo per l'accordo e Una Tata miracolosa
- Harry Hamlin (Il professor Steve) nell'episodio Cercati una donna più anziana!
- Scott Baio (il dottor Frankie Cresitelli) nell'episodio La tata trema
- Joan Van Ark (l'attrice Margo Lange) nell'episodio La neo produttrice di nei
- Dick Martin (Preston Collier) nell'episodio La tata e il barbone
- Coolio (Irwin, il nipote di Sammy e, in seguito, nei panni di sé stesso), nell'episodio Il rap di Sam e, successivamente, nell'episodio Caccia all'ovulo
- Ray Romano (Ray Barone, compagno di studi di Francesca) nell'episodio Divergenze matrimoniali
- Whoopi Goldberg (Edna, fotografa specializzata in ritratti di cani e, in seguito, nei panni di sé stessa) nell'episodio Disaccordo per l'accordo e, successivamente, nell'episodio Caccia all'ovulo
- Chad Everett (il dottor Osborn), nell'episodio Mamma... in bocca
- Rita Rudner (sé stessa e, in seguito Margot, sorella della dottoressa Reynolds) nell'episodio Caccia all'ovulo e, successivamente, nell'episodio Genitori in prova
- Chris Elliott (Chris, la guardia del corpo del presidente Clinton), nell'episodio Una gravidanza coi fiocchi
- Hal Linden (il produttore Maury Sherry), nell'episodio California, arriviamo
- Jonathan Penner (Danny Imperiali) il fidanzato della Tata nel primo episodio Il miliardario e la bambinaia.

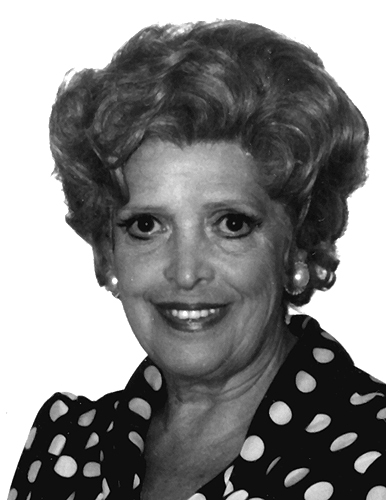
Marilyn Cooper, interprete di Nettie
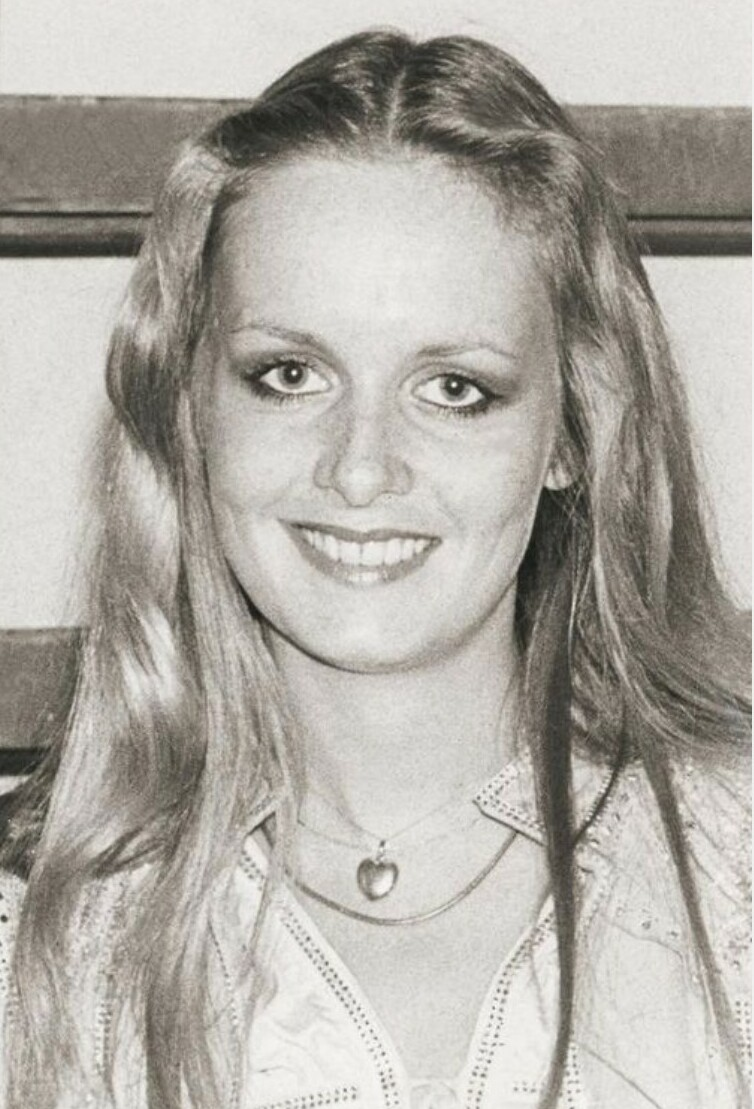
Twiggy, prima interprete di Jocelyn Sheffield
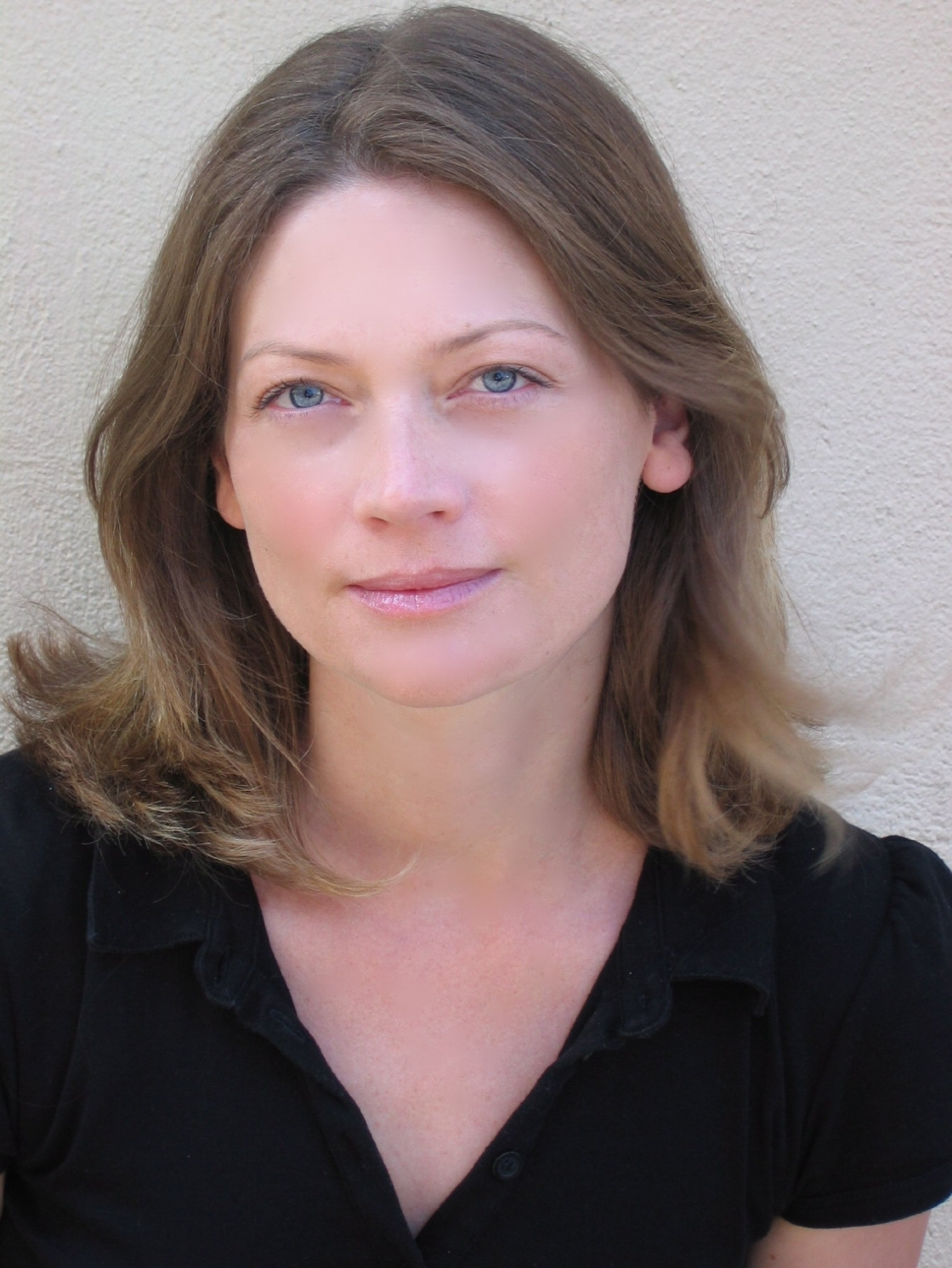
Sophie Ward, seconda interprete di Jocelyn Sheffield
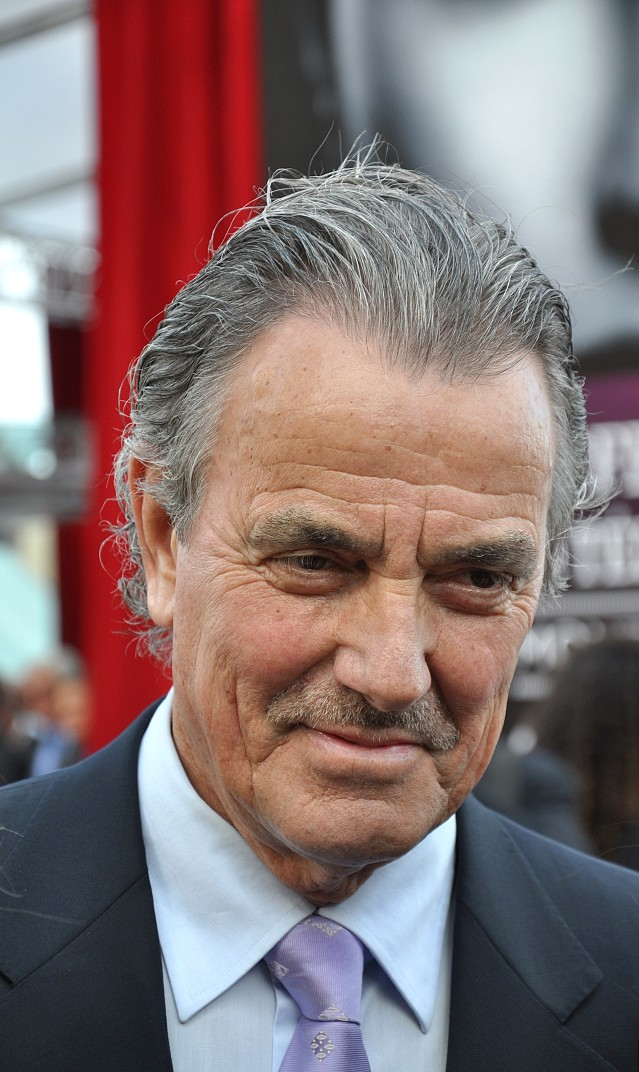
Eric Braeden, interprete del critico teatrale
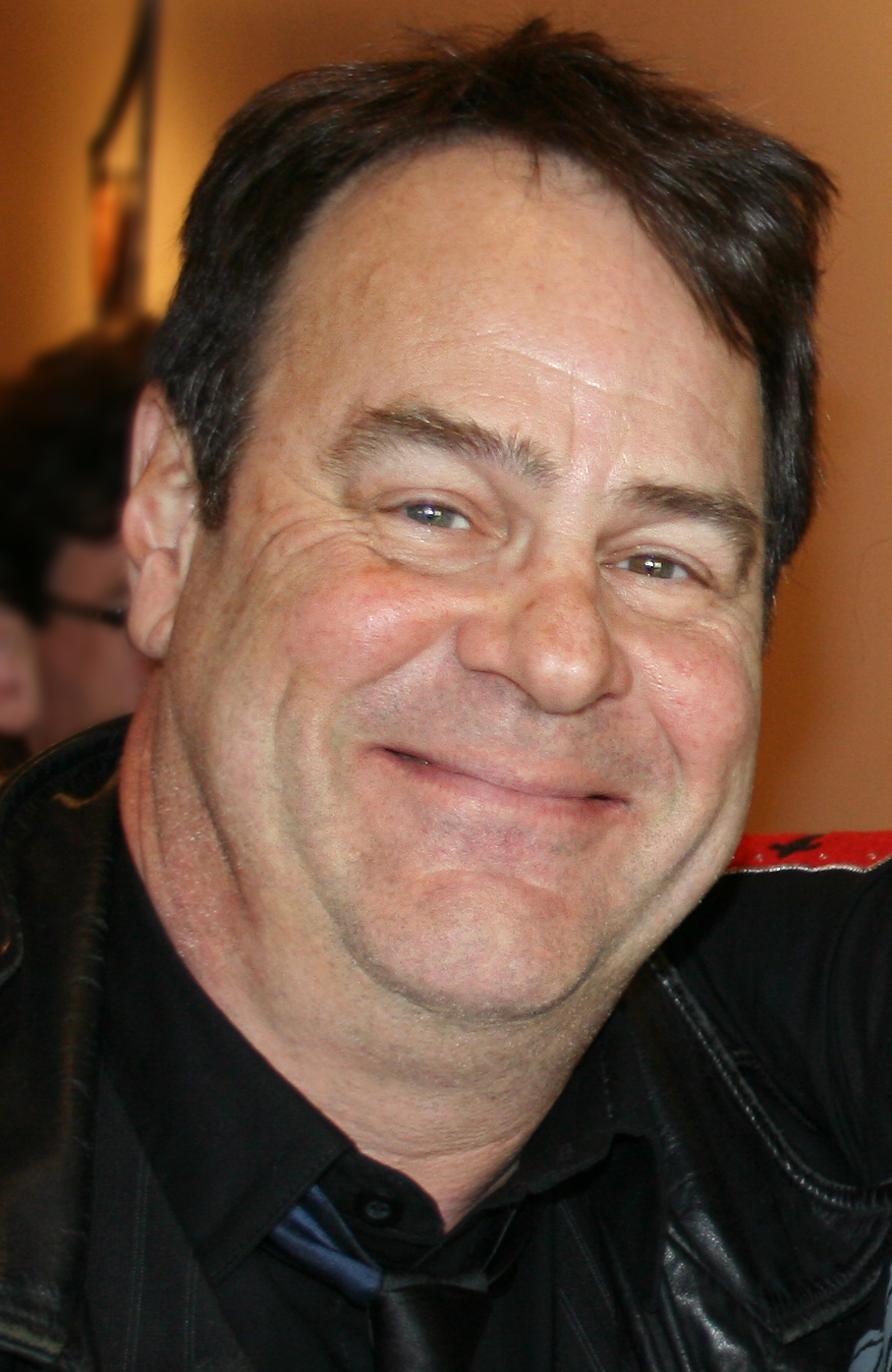
Dan Aykroyd, interprete dell'idraulico
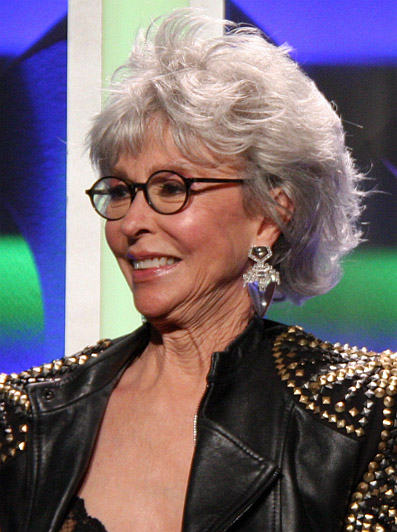
Rita Moreno, interprete dell'insegnante di ginnastica di Maggie
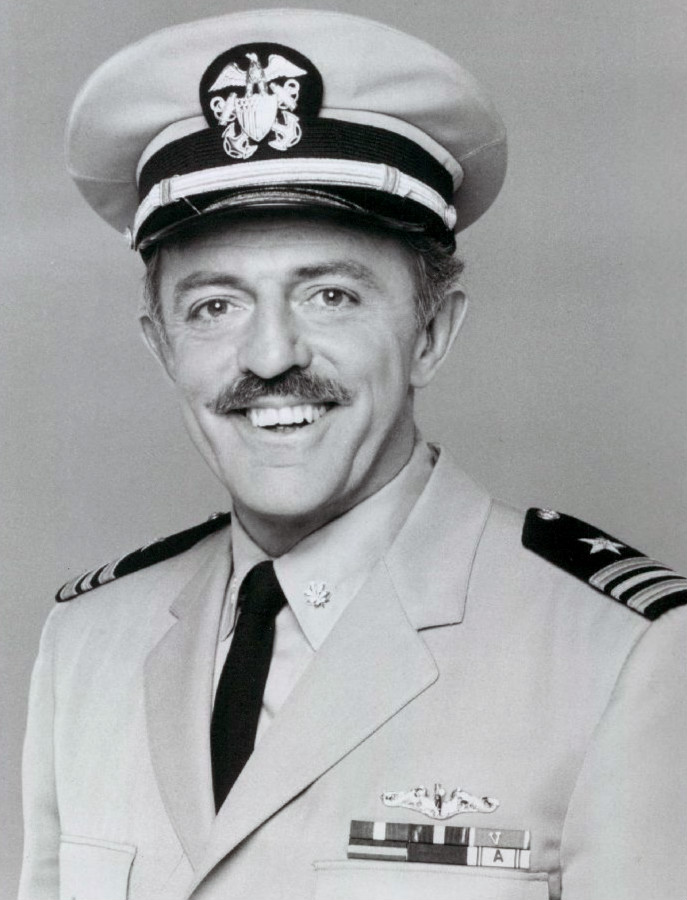
John Astin, interprete del Dr. Roberts
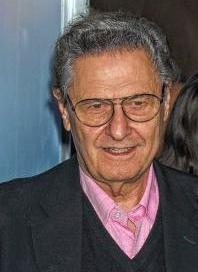
Joseph Bologna, interprete di Alan Beck e Dr. Joe Razzo
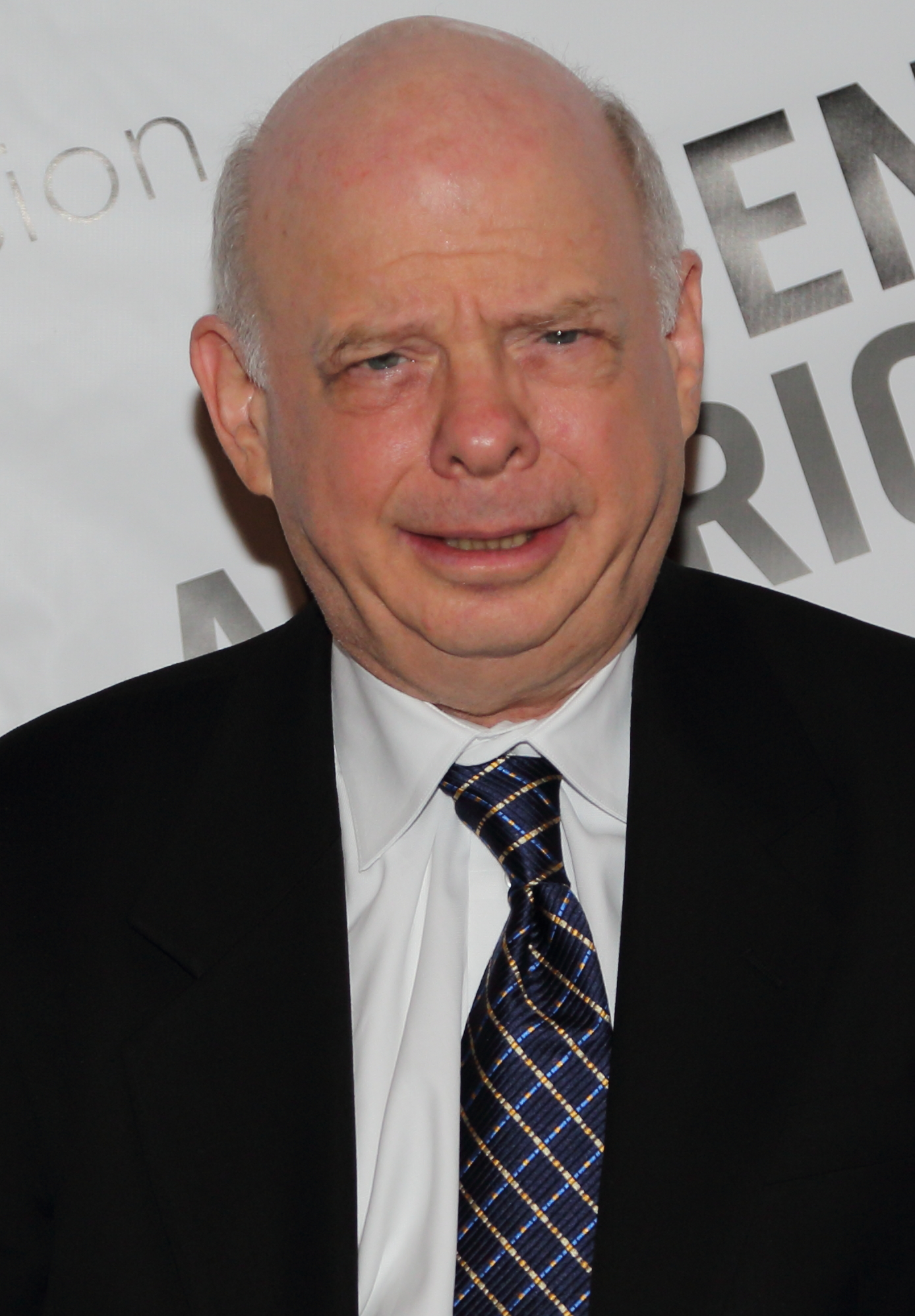
Wallace Shawn, interprete di Charles Haste
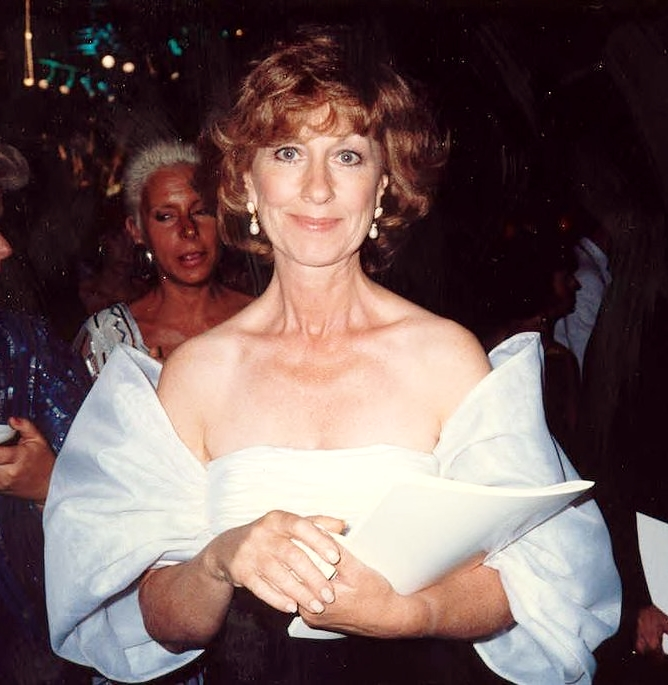
Christina Pickles, interprete di un'infermiera
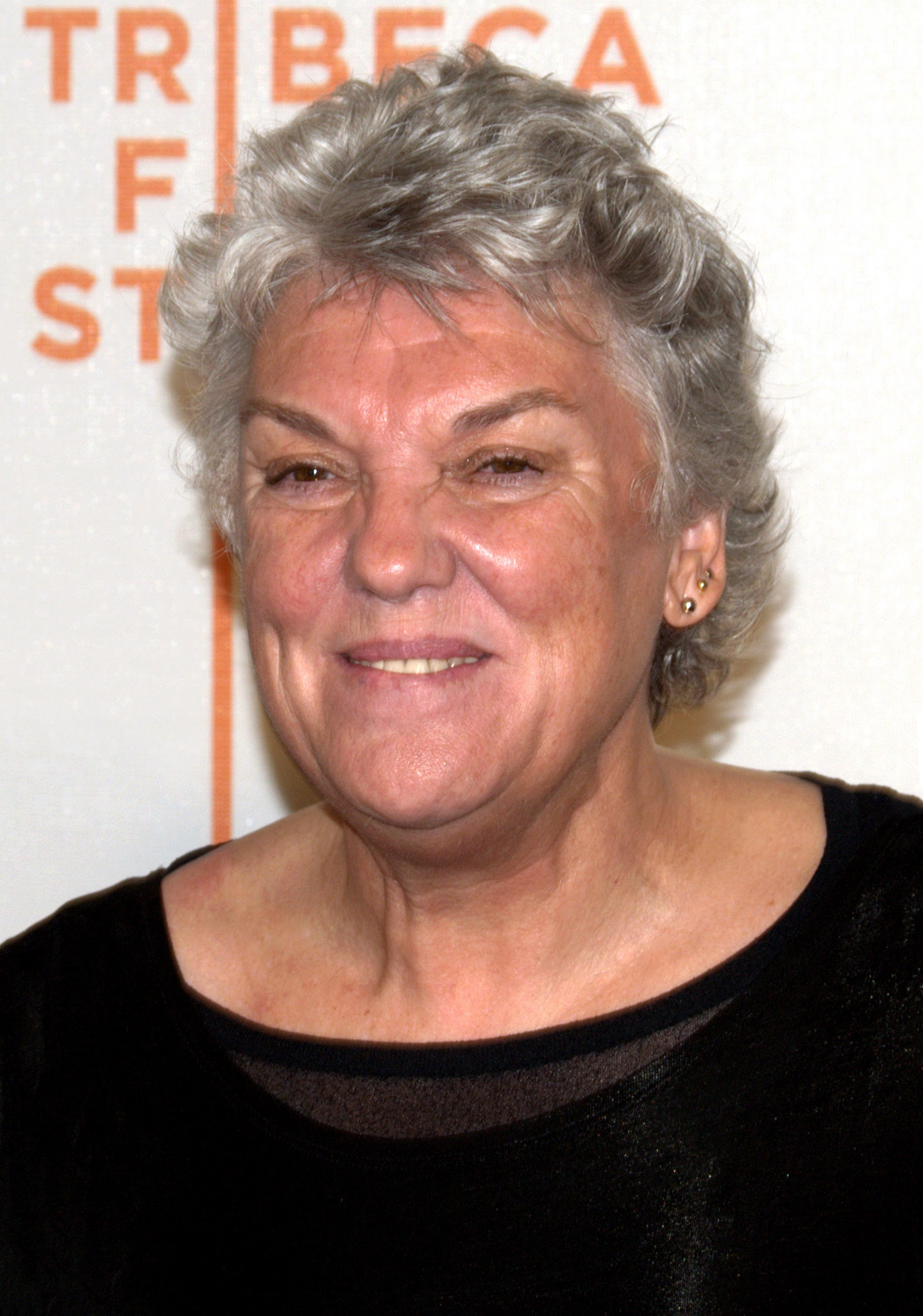
Tyne Daly, interprete di Mona
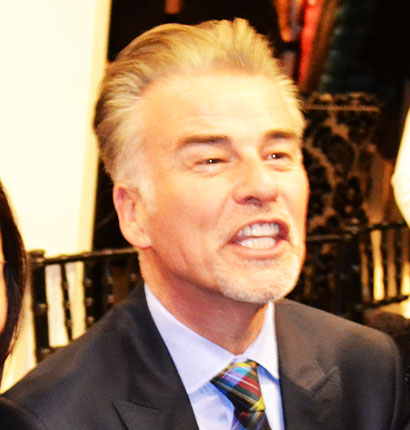
Ian Buchanan, interprete di Jules Kimball
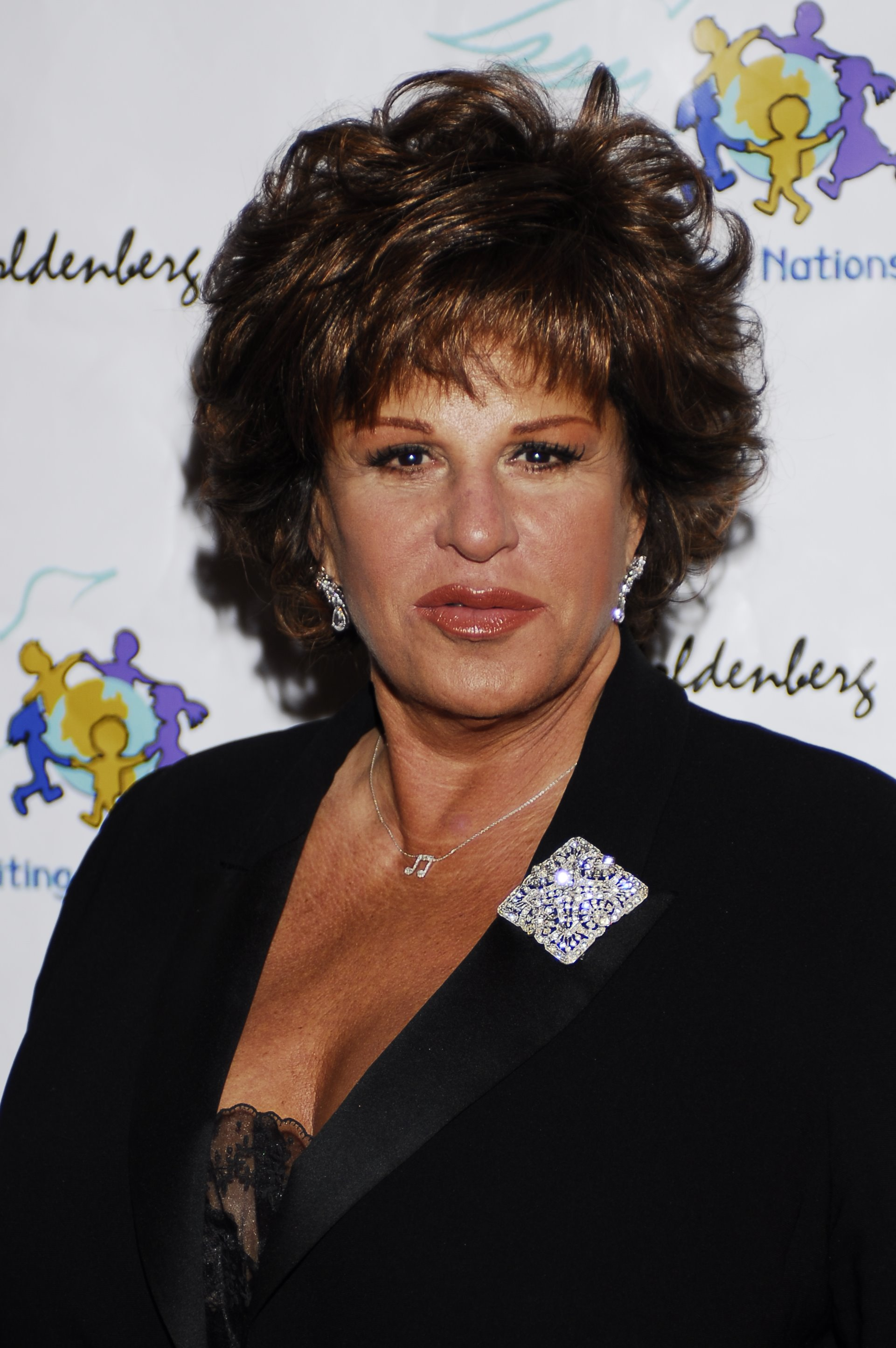
Lainie Kazan, interprete di Zia Frida

## Guest starnel ruolo di sé stessi
- Carol Channing (nell'episodio Saranno fumosi)
- Erik Estrada (nell'episodio Rivali al ballo)
- Shari Lewis (nell'episodio Zampetta d'agnello è servita)
- Jane Seymour (nell'episodio Sei personaggi in cerca di editore)
- Joe Lando (nell'episodio Sei personaggi in cerca di editore)
- Elizabeth Taylor (nell'episodio Una perla in taxi)
- Hugh Grant (nell'episodio Non c'è Rosie senza spine)
- Jayne Meadows (nell'episodio Quando la musa sbatte il muso)
- Bette Midler (nell'episodio Una tata da 5000 dollari)
- Hunter Tylo (nell'episodio Febbre d'amore)
- Richard Kline (nell'episodio Febbre d'amore)
- Jeanne Cooper (nell'episodio Febbre d'amore)
- Shemar Moore (nell'episodio Febbre d'amore)
- Joshua Morrow (nell'episodio Febbre d'amore)
- Melody Thomas Scott (nell'episodio Febbre d'amore)
- Barbara Crampton (nell'episodio Febbre d'amore)
- Leslie Moonves (nell'episodio Febbre d'amore)
- Peter Bergman (nell'episodio Febbre d'amore)
- Chevy Chase (nell'episodio Giochi d'azzardo ad Atlantic City)
- Estelle Getty (nell'episodio Caccia all'ovulo)
- Howie Mandel (nell'episodio Caccia all'ovulo)
- Martin Mull (nell'episodio Caccia all'ovulo)
- Caroline Rhea (nell'episodio Caccia all'ovulo)
- Bruce Vilanch (nell'episodio Caccia all'ovulo)
- Lynn Redgrave (nell'episodio Una tata all'università)
- Donna Douglas (nell'episodio California, arriviamo)
- Patti LaBelle (nell'episodio La festa della mamma)
- Ben Veeren (nell'episodio Scambio di persona)
- Steve Lawrence (nell'episodio Campionesse di canasta)
- Eydie Gormé (nell'episodio Campionesse di canasta)
- Billy Ray Cyrus (nell'episodio Un bacio è solo un bacio)
- Burt Bacharach (nell'episodio L'unto del Signore... si può smacchiare)
- Eartha Kitt (nell'episodio Parigi: andata senza ritorno)
- Céline Dion (nell'episodio Terzo reparto, leggero infarto)
- Elton John (nell'episodio Elton John tra tata e "Padron")
- Brian Setzer (nell'episodio La tata e l'antitata)
- Michael Bolton (nell'episodio La tata trema)
- Bob Barker (nell'episodio Il ragazzino più amato d'America)
- Sally Jessy Raphaël (nell'episodio Lo sciopero)
- Roger Clinton (negli episodi Il fascino della terza età, Francesca e il professore e La tata di Clinton)
- Florence Griffith-Joyner (nell'episodio Il misterioso Lenny)
- David Letterman (nell'episodio Il misterioso Lenny)
- Alex Trebeck (nell'episodio Francesca e il professore)
- Virginia Graham (nell'episodio Maggie non va in convento)
- Todd Oldham (nell'episodio Francesca va a Broadway)
- Ron Greschner (nell'episodio È bella... ma porta iella)
- Monica Seles (nell'episodio Genitore... in blue jeans)
- Joyce Brothers (negli episodi Genitore...in blue jeans e Due femmine per Niles)
- Donald Trump (nell'episodio Non c'è Rosie senza spine)
- Jay Leno (nell'episodio Su tasse e fedeltà mai la verità)
- Monty Hall (nell'episodio Su tasse e fedeltà mai la verità)
- Rosylin Kind (nell'episodio Quando la notte porta "coniglio")
- Tara Holland (nell'episodio Quando la notte porta "coniglio")
- Brook Lee (nell'episodio Amori e... barattoli)
- Alicia Machado (nell'episodio Amori e... barattoli)
- David Furnish (nell'episodio Elton John tra tata e "Padron")
- Cindy Adams (nell'episodio La neo produttrice di nei)
- Marla Maples (nell'episodio Il testimone dello sposo)
- Bob Goen (nell'episodio Mamma, che tata!)
- Tom Bergeron (nell'episodio Caccia all'ovulo).

## Altri personaggi
- Fran Drescher, nell'episodio La tata e l'antitata, ha anche interpretato il personaggio di Bobbi Fleckman, che aveva già impersonato nel film del 1984 This Is Spinal Tap. Nell'episodio Una bionda esplosiva è invece apparsa nei panni di sé stessa.
- I veri genitori di Fran Drescher, Morty e Sylvia Drescher, sono apparsi in diversi episodi, talvolta come parenti di Francesca. Ne sono un esempio l'episodio Sei personaggi in cerca di editore, Non c'è Rosie senza spine e L'ultima pun... tata - 2ª parte
- Peter Marc Jacobson, autore, produttore e marito della Drescher, ha fatto una piccola comparsa negli episodi Il misterioso Lenny e Come ti riconquisto, la zia!.
- Chester, il cane di Fran, appare in una ventina di episodi come Castagna, cane di C.C.